# Jan Bouman
Jan Bouman (den äldre), tyska: Johann Boumann (der ältere), född 28 augusti 1706 i Amsterdam, Förenade Nederländerna, död 6 september 1776 i Berlin, Preussen, var en nederländsk byggmästare i preussisk tjänst.
Bouman var son till den nederländska timmermannen Michiel Bouman och utbildade sig till timmermästare i Holland, där han var verksam som byggmästare under sin tidiga karriär och bland annat uppförde borgarhus i Amsterdam. Han gifte sig 1732 med Anna Johanna van Lohuijsen (1713–1769) och utvandrade tillsammans med brodern samma år till Preussen, där han fått uppdraget att uppföra Holländisches Viertel i Potsdam av kung Fredrik Vilhelm I, "soldatkungen".
Under Fredrik II "den store" anlitades Bouman flitigt av kronan för olika bygguppdrag och han utnämndes till kastellan vid Potsdams stadsslott samt ny byggmästare på Sanssouci 1745. Från 1748 var han kunglig överbyggdirektör i Potsdam, från 1755 även i Berlin.
Bouman avled 1776 och begravdes i Parochialkirche i Berlin.

## Kända verk i urval
- Holländisches Viertel i Potsdam

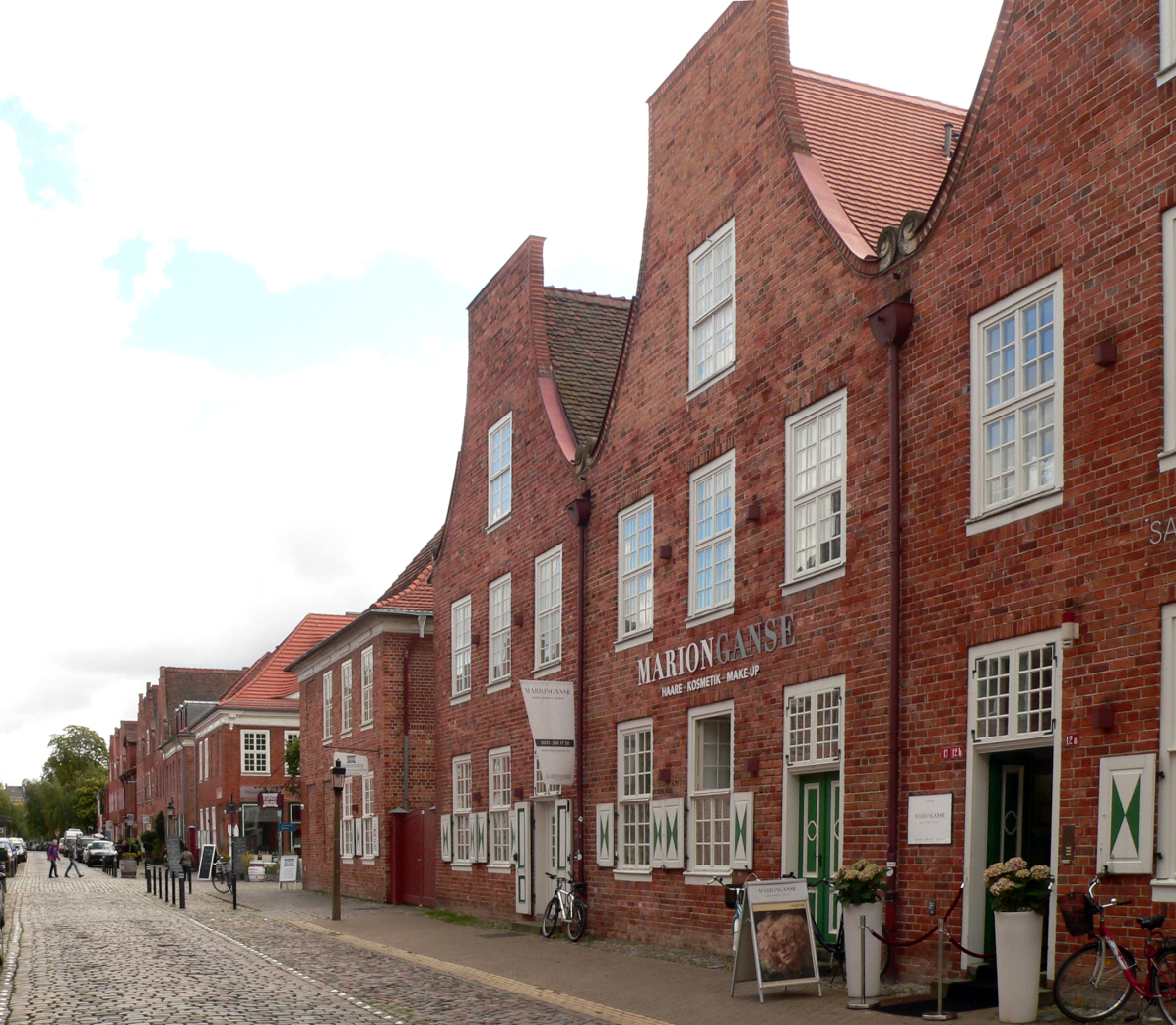
Holländisches Viertel i Potsdam

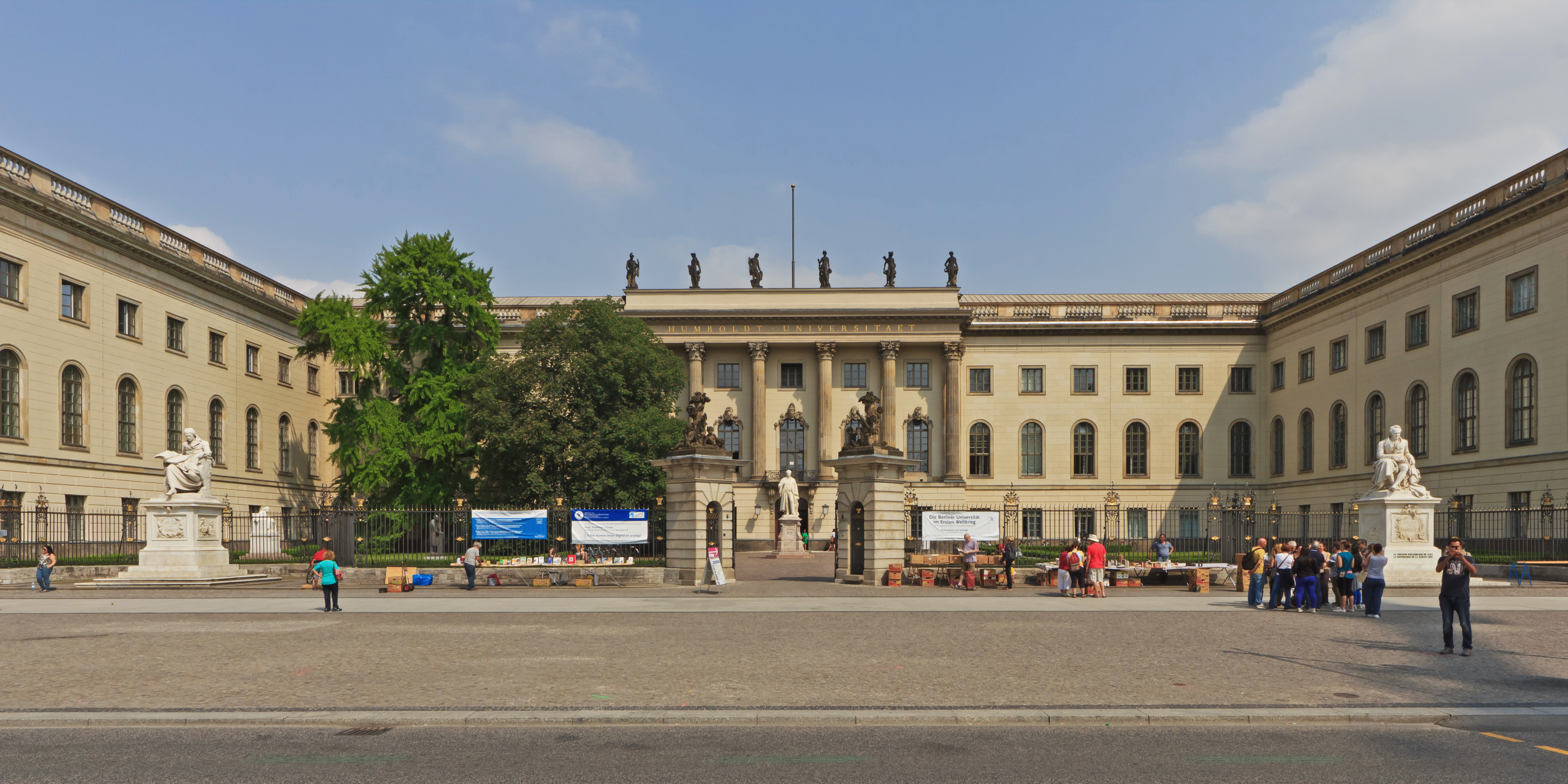
Palais des Prinzen Heinrich, idag huvudbyggnad för Humboldt-Universität zu Berlin.

- Altes Rathaus i Potsdam (med Carl Ludwig Hildebrandt)
- Palais des Prinzen Heinrich på Unter den Linden i Berlin (1748-66), idag Humboldtuniversitets huvudbyggnad
- Preussiska vetenskapsakademiens byggnad
- Berliner Dom på Gendarmenmarkt i Berlin (1747–50)
- Berliner Tor i Potsdam (1752, idag endast delvis bevarad)
- Breslaus stadsslott (idag Wrocław i Polen), ombyggnad till kungligt residens och uppförande av hovkyrkan
- Friedrichskirche i Weberviertel (idag del av Potsdam)
- Französische Kirche i Potsdam (efter planer av Georg Wenzeslaus von Knobelsdorff)
- Schönhausens slott (ombyggnad)
- Teatern på Gendarmenmarkt (1776, med Georg Christian Unger), på den plats där idag Berlins konserthus står
- Sankta Hedvigskatedralen i Berlin (1770–73, efter ritningar av Jean Laurent Legeay)

## Museum
I Potsdam finns sedan 1997 Jan Bouman Haus, ett museum uppkallat efter Bouman inrymt i ett av de mest välbevarade nederländska barockhusen i kvarteret Holländisches Viertel. Kvarteret uppfördes av Bouman som hantverkarbostäder för invandrade nederländare på uppdrag av Fredrik Vilhelm I av Preussen.